# Cámara de Senadores de la Provincia de Mendoza
La Cámara de Senadores de la Provincia de Mendoza es la cámara alta del poder legislativo provincial, compuesta por 38 bancas que representan a las 4 secciones electorales en los que se divide la provincia. La mitad de sus miembros se renueva por elección popular cada dos años para un período de cuatro años. Quien ejerce la presidencia en las sesiones de la Cámara es el Vicegobernador.

## Secciones electorales
| Sección Electoral | Departamentos                                                   | Senadores | Mapa |
| ----------------- | --------------------------------------------------------------- | --------- | ---- |
| 1ª                | - Capital - Guaymallén - Las Heras - Lavalle                    | 12        |      |
| 2ª                | - Junín - La Paz - Maipú - Rivadavia - Santa Rosa - San Martín  | 10        |      |
| 3ª                | - Godoy Cruz - Luján de Cuyo - San Carlos - Tunuyán - Tupungato | 8         |      |
| 4ª                | - General Alvear - Malargüe - San Rafael                        | 8         |      |
| Total             | Total                                                           | 38        |      |

## Composición actual (2023-2025)
| Sección | Senador                 | Bloque | Bloque                                  | Inicio del Mandato      | Fin del Mandato         |
| ------- | ----------------------- | ------ | --------------------------------------- | ----------------------- | ----------------------- |
| 1       | Adriana Cano            |        | Frente de Todos - Partido Justicialista | 1 de mayo de 2022       | 1 de mayo de 2026       |
| 1       | Alejandro Diumenjo      |        | Unión Cívica Radical                    | 1 de mayo de 2022       | 1 de mayo de 2026       |
| 1       | Natacha Eisenchlas      |        | Unión Cívica Radical                    | 10 de diciembre de 2023 | 10 de diciembre de 2027 |
| 1       | Ángela Floridia         |        | Unión Cívica Radical                    | 1 de mayo de 2022       | 1 de mayo de 2026       |
| 1       | Dugar Chappel           |        | Partido Verde                           | 10 de diciembre de 2023 | 10 de diciembre de 2027 |
| 1       | Félix González          |        | Frente de Todos - Partido Justicialista | 10 de diciembre de 2023 | 10 de diciembre de 2027 |
| 1       | Claudia Najul           |        | Unión Cívica Radical                    | 1 de mayo de 2022       | 1 de mayo de 2026       |
| 1       | Gabriel Pradines        |        | La Unión Mendocina                      | 1 de mayo de 2022       | 1 de mayo de 2026       |
| 1       | Marcos Quattrini        |        | La Unión Mendocina                      | 10 de diciembre de 2023 | 10 de diciembre de 2027 |
| 1       | Marcelino Iglesias      |        | Unión Cívica Radical                    | 10 de diciembre de 2023 | 10 de diciembre de 2027 |
| 1       | Oscar Sevillas          |        | Unión Cívica Radical                    | 10 de diciembre de 2023 | 10 de diciembre de 2027 |
| 1       | Gerardo Vaquer          |        | Frente de Todos - Partido Justicialista | 1 de mayo de 2022       | 1 de mayo de 2026       |
| 2       | Mario Ana               |        | Unión Cívica Radical                    | 1 de mayo de 2022       | 1 de mayo de 2026       |
| 2       | Armando Magistretti     |        | Partido Demócrata Mendoza               | 10 de diciembre de 2023 | 10 de diciembre de 2027 |
| 2       | Cristina Gómez          |        | Frente de Todos - Partido Justicialista | 13 de junio de 2023     | 1 de mayo de 2026       |
| 2       | Duilio Pezzutti         |        | Frente de Todos - Partido Justicialista | 10 de diciembre de 2023 | 10 de diciembre de 2027 |
| 2       | David Sáez              |        | Unión Cívica Radical                    | 10 de diciembre de 2023 | 10 de diciembre de 2027 |
| 2       | Valentín González       |        | La Unión Mendocina                      | 1 de mayo de 2022       | 1 de mayo de 2026       |
| 2       | María Galiñares         |        | Unión Cívica Radical                    | 10 de diciembre de 2023 | 10 de diciembre de 2027 |
| 2       | Sergio Marquez          |        | Unión Cívica Radical                    | 12 de diciembre de 2023 | 10 de diciembre de 2027 |
| 2       | María Mercedes Derrache |        | Frente de Todos - Partido Justicialista | 1 de mayo de 2022       | 1 de mayo de 2026       |
| 2       | María Fernanda Sabadín  |        | Unión Cívica Radical                    | 1 de mayo de 2022       | 1 de mayo de 2026       |
| 3       | Ariel Pringles          |        | La Unión Mendocina                      | 10 de diciembre de 2023 | 10 de diciembre de 2027 |
| 3       | Flavia Manoni           |        | La Unión Mendocina                      | 10 de diciembre de 2023 | 10 de diciembre de 2027 |
| 3       | Martín Kerchner         |        | Unión Cívica Radical                    | 1 de mayo de 2022       | 1 de mayo de 2026       |
| 3       | Gustavo Soto            |        | Unión Cívica Radical                    | 10 de diciembre de 2023 | 10 de diciembre de 2027 |
| 3       | Helio Perviú            |        | Frente de Todos - Partido Justicialista | 1 de mayo de 2022       | 1 de mayo de 2026       |
| 3       | Yamel Ases              |        | Unión Cívica Radical                    | 10 de diciembre de 2023 | 10 de diciembre de 2027 |
| 3       | Germán Vicchi           |        | La Unión Mendocina                      | 1 de mayo de 2022       | 1 de mayo de 2026       |
| 3       | Mariana Zlobec          |        | Unión Cívica Radical                    | 1 de mayo de 2022       | 1 de mayo de 2026       |
| 4       | Pedro Javier Serra      |        | Frente de Todos - Partido Justicialista | 1 de mayo de 2022       | 1 de mayo de 2026       |
| 4       | Alejandra Barro         |        | Frente de Todos - Partido Justicialista | 1 de mayo de 2022       | 1 de mayo de 2026       |
| 4       | Walther Marcolini       |        | Unión Cívica Radical                    | 10 de diciembre de 2023 | 10 de diciembre de 2027 |
| 4       | Abel Freidemberg        |        | Unión Cívica Radical                    | 1 de mayo de 2022       | 1 de mayo de 2026       |
| 4       | Martin Rostand          |        | La Unión Mendocina                      | 10 de diciembre de 2023 | 10 de diciembre de 2027 |
| 4       | Jésica Laferte          |        | Unión Cívica Radical                    | 1 de mayo de 2022       | 1 de mayo de 2026       |
| 4       | Mauricio Sat            |        | Frente de Todos - Partido Justicialista | 10 de diciembre de 2023 | 10 de diciembre de 2027 |
| 4       | María Laura Sainz       |        | Unión Cívica Radical                    | 10 de diciembre de 2023 | 10 de diciembre de 2027 |

## Composición histórica
| 2021-2023 | 2021-2023               | 2021-2023 | 2021-2023                               | 2021-2023               | 2021-2023               |
| Sección   | Senador                 | Bloque    | Bloque                                  | Inicio del Mandato      | Fin del Mandato         |
| --------- | ----------------------- | --------- | --------------------------------------- | ----------------------- | ----------------------- |
| 1         | Adriana Cano            |           | Frente de Todos - Partido Justicialista | 1 de mayo de 2022       | 1 de mayo de 2026       |
| 1         | Alejandro Diumenjo      |           | Unión Cívica Radical                    | 1 de mayo de 2022       | 1 de mayo de 2026       |
| 1         | Natacha Eisenchlas      |           | Unión Cívica Radical                    | 10 de diciembre de 2019 | 10 de diciembre de 2023 |
| 1         | Ángela Floridia         |           | Unión Cívica Radical                    | 1 de mayo de 2022       | 1 de mayo de 2026       |
| 1         | Cecilia Juri            |           | Frente de Todos - Partido Justicialista | 10 de diciembre de 2019 | 10 de diciembre de 2023 |
| 1         | Rafael Moyano           |           | Frente de Todos - Partido Justicialista | 10 de diciembre de 2019 | 10 de diciembre de 2023 |
| 1         | Claudia Najul           |           | Unión Cívica Radical                    | 1 de mayo de 2022       | 1 de mayo de 2026       |
| 1         | Gabriel Pradines        |           | Propuesta Republicana                   | 1 de mayo de 2022       | 1 de mayo de 2026       |
| 1         | Pablo Priore            |           | Propuesta Republicana                   | 10 de diciembre de 2019 | 10 de diciembre de 2023 |
| 1         | Anabel Rocca            |           | Unión Cívica Radical                    | 10 de diciembre de 2019 | 10 de diciembre de 2023 |
| 1         | Marcelo Rubio           |           | Unión Cívica Radical                    | 10 de diciembre de 2019 | 10 de diciembre de 2023 |
| 1         | Gerardo Vaquer          |           | Frente de Todos - Partido Justicialista | 1 de mayo de 2022       | 1 de mayo de 2026       |
| 2         | Mario Ana               |           | Unión Cívica Radical                    | 1 de mayo de 2022       | 1 de mayo de 2026       |
| 2         | Fernando Alín           |           | Partido Socialista                      | 10 de diciembre de 2019 | 10 de diciembre de 2023 |
| 2         | Cristina Gómez          |           | Frente de Todos - Partido Justicialista | 13 de junio de 2023     | 1 de mayo de 2026       |
| 2         | Florencia Canali        |           | Frente de Todos - Partido Justicialista | 10 de diciembre de 2019 | 10 de diciembre de 2023 |
| 2         | Jorge Coco Carballo     |           | Unión Cívica Radical                    | 10 de diciembre de 2019 | 10 de diciembre de 2023 |
| 2         | Valentín González       |           | Propuesta Republicana                   | 1 de mayo de 2022       | 1 de mayo de 2026       |
| 2         | Bartolomé Robles        |           | Frente de Todos - Partido Justicialista | 10 de diciembre de 2019 | 10 de diciembre de 2023 |
| 2         | Mercedes Rus            |           | Unión Cívica Radical                    | 10 de diciembre de 2019 | 10 de diciembre de 2023 |
| 2         | María Mercedes Derrache |           | Frente de Todos - Partido Justicialista | 1 de mayo de 2022       | 1 de mayo de 2026       |
| 2         | María Fernanda Sabadín  |           | Unión Cívica Radical                    | 1 de mayo de 2022       | 1 de mayo de 2026       |
| 3         | Rolando Baldasso        |           | Propuesta Republicana                   | 10 de diciembre de 2019 | 10 de diciembre de 2023 |
| 3         | Lucas Ilardo            |           | Frente de Todos - Partido Justicialista | 10 de diciembre de 2019 | 10 de diciembre de 2023 |
| 3         | Martín Kerchner         |           | Unión Cívica Radical                    | 1 de mayo de 2022       | 1 de mayo de 2026       |
| 3         | Ernesto Mancinelli      |           | Libres del Sur                          | 10 de diciembre de 2019 | 10 de diciembre de 2023 |
| 3         | Helio Perviú            |           | Frente de Todos - Partido Justicialista | 1 de mayo de 2022       | 1 de mayo de 2026       |
| 3         | Gabriela Testa          |           | Unión Cívica Radical                    | 10 de diciembre de 2019 | 10 de diciembre de 2023 |
| 3         | Germán Vicchi           |           | Propuesta Republicana                   | 1 de mayo de 2022       | 1 de mayo de 2026       |
| 3         | Mariana Zlobec          |           | Unión Cívica Radical                    | 1 de mayo de 2022       | 1 de mayo de 2026       |
| 4         | Pedro Javier Serra      |           | Frente de Todos - Partido Justicialista | 1 de mayo de 2022       | 1 de mayo de 2026       |
| 4         | Alejandra Barro         |           | Frente de Todos - Partido Justicialista | 1 de mayo de 2022       | 1 de mayo de 2026       |
| 4         | Cecilia Canizzo         |           | Unión Cívica Radical                    | 10 de diciembre de 2019 | 10 de diciembre de 2023 |
| 4         | Abel Freidemberg        |           | Unión Cívica Radical                    | 1 de mayo de 2022       | 1 de mayo de 2026       |
| 4         | Hilda Quiroga           |           | Frente de Todos - Partido Justicialista | 10 de diciembre de 2019 | 10 de diciembre de 2023 |
| 4         | Jésica Laferte          |           | Unión Cívica Radical                    | 1 de mayo de 2022       | 1 de mayo de 2026       |
| 4         | Mauricio Sat            |           | Frente de Todos - Partido Justicialista | 10 de diciembre de 2019 | 10 de diciembre de 2023 |
| 4         | Leonardo Viñolo         |           | Unión Cívica Radical                    | 10 de diciembre de 2019 | 10 de diciembre de 2023 |

| 2019-2021 | 2019-2021           | 2019-2021 | 2019-2021                                   | 2019-2021               | 2019-2021               |
| Sección   | Senador             | Bloque    | Bloque                                      | Inicio del Mandato      | Fin del Mandato         |
| --------- | ------------------- | --------- | ------------------------------------------- | ----------------------- | ----------------------- |
| 1         | Alejandro Abraham   |           | Frente de Todos - Partido Justicialista     | 1 de mayo de 2018       | 1 de mayo de 2022       |
| 1         | Alejandro Diumenjo  |           | Unión Cívica Radical                        | 1 de mayo de 2018       | 1 de mayo de 2022       |
| 1         | Natacha Eisenchlas  |           | Unión Cívica Radical                        | 10 de diciembre de 2019 | 10 de diciembre de 2023 |
| 1         | Daniel Galdeano     |           | Partido Intransigente                       | 1 de mayo de 2018       | 1 de mayo de 2022       |
| 1         | Juan Carlos Jaliff  |           | Unión Cívica Radical                        | 1 de mayo de 2018       | 1 de mayo de 2022       |
| 1         | Lautaro Jiménez     |           | Frente de Izquierda y de los Trabajadores   | 1 de mayo de 2018       | 1 de mayo de 2022       |
| 1         | Cecilia Juri        |           | Frente de Todos - Partido Justicialista     | 10 de diciembre de 2019 | 10 de diciembre de 2023 |
| 1         | Carina Lacroux      |           | Unión Cívica Radical                        | 22 de noviembre de 2019 | 1 de mayo de 2022       |
| 1         | Rafael Moyano       |           | Frente de Todos - Partido Justicialista     | 10 de diciembre de 2019 | 10 de diciembre de 2023 |
| 1         | Pablo Priore        |           | Propuesta Republicana                       | 10 de diciembre de 2019 | 10 de diciembre de 2023 |
| 1         | Anabel Rocca        |           | Unión Cívica Radical                        | 10 de diciembre de 2019 | 10 de diciembre de 2023 |
| 1         | Marcelo Rubio       |           | Unión Cívica Radical                        | 10 de diciembre de 2019 | 10 de diciembre de 2023 |
| 2         | Fernando Alín       |           | Partido Socialista                          | 10 de diciembre de 2019 | 10 de diciembre de 2023 |
| 2         | Adolfo Bermejo      |           | Frente de Todos - Partido Justicialista     | 1 de mayo de 2018       | 1 de mayo de 2022       |
| 2         | Héctor Bonarrico    |           | Movimiento de Acción Social Federal (MASFE) | 1 de mayo de 2018       | 1 de mayo de 2022       |
| 2         | Florencia Canali    |           | Frente de Todos - Partido Justicialista     | 10 de diciembre de 2019 | 10 de diciembre de 2023 |
| 2         | Jorge Coco Carballo |           | Unión Cívica Radical                        | 10 de diciembre de 2019 | 10 de diciembre de 2023 |
| 2         | Gustavo Pinto       |           | Unión Cívica Radical                        | 1 de mayo de 2018       | 1 de mayo de 2022       |
| 2         | Bartolomé Robles    |           | Frente de Todos - Partido Justicialista     | 10 de diciembre de 2019 | 10 de diciembre de 2023 |
| 2         | Mercedes Rus        |           | Unión Cívica Radical                        | 10 de diciembre de 2019 | 10 de diciembre de 2023 |
| 2         | Claudia Salas       |           | Unión Cívica Radical                        | 1 de mayo de 2018       | 1 de mayo de 2022       |
| 2         | Natalia Vicencio    |           | Frente de Todos - Partido Justicialista     | 1 de mayo de 2018       | 1 de mayo de 2022       |
| 3         | Rolando Baldasso    |           | Propuesta Republicana                       | 10 de diciembre de 2019 | 10 de diciembre de 2023 |
| 3         | Andrea Blandini     |           | Frente de Todos - Partido Justicialista     | 1 de mayo de 2018       | 1 de mayo de 2022       |
| 3         | Laura Contreras     |           | Unión Cívica Radical                        | 1 de mayo de 2018       | 1 de mayo de 2022       |
| 3         | Diego Costarelli    |           | Unión Cívica Radical                        | 1 de mayo de 2018       | 1 de mayo de 2022       |
| 3         | Lucas Ilardo        |           | Frente de Todos - Partido Justicialista     | 10 de diciembre de 2019 | 10 de diciembre de 2023 |
| 3         | Ernesto Mancinelli  |           | Libres del Sur                              | 10 de diciembre de 2019 | 10 de diciembre de 2023 |
| 3         | Marcelo Romano      |           | Protectora Fuerza Política                  | 1 de mayo de 2018       | 1 de mayo de 2022       |
| 3         | Gabriela Testa      |           | Unión Cívica Radical                        | 10 de diciembre de 2019 | 10 de diciembre de 2023 |
| 4         | Samuel Barcudi      |           | Frente de Todos - Partido Justicialista     | 1 de mayo de 2018       | 1 de mayo de 2022       |
| 4         | Silvina Camiolo     |           | Frente de Todos - Partido Justicialista     | 1 de mayo de 2018       | 1 de mayo de 2022       |
| 4         | Cecilia Canizzo     |           | Unión Cívica Radical                        | 10 de diciembre de 2019 | 10 de diciembre de 2023 |
| 4         | Lucas Quesada       |           | Unión Cívica Radical                        | 1 de mayo de 2018       | 1 de mayo de 2022       |
| 4         | Hilda Quiroga       |           | Frente de Todos - Partido Justicialista     | 10 de diciembre de 2019 | 10 de diciembre de 2023 |
| 4         | Gladys Ruiz         |           | Unión Cívica Radical                        | 1 de mayo de 2018       | 1 de mayo de 2022       |
| 4         | Mauricio Sat        |           | Frente de Todos - Partido Justicialista     | 10 de diciembre de 2019 | 10 de diciembre de 2023 |
| 4         | Leonardo Viñolo     |           | Unión Cívica Radical                        | 10 de diciembre de 2019 | 10 de diciembre de 2023 |

| 2017-2019 | 2017-2019              | 2017-2019 | 2017-2019                                   | 2017-2019               | 2017-2019               |
| Sección   | Senador                | Bloque    | Bloque                                      | Inicio del Mandato      | Fin del Mandato         |
| --------- | ---------------------- | --------- | ------------------------------------------- | ----------------------- | ----------------------- |
| 1         | Alejandro Abraham      |           | Unidad Ciudadana                            | 1 de mayo de 2018       | 1 de mayo de 2022       |
| 1         | Guillermo Amstutz      |           | Unidad Popular                              | 10 de diciembre de 2015 | 10 de diciembre de 2019 |
| 1         | Luis Böhm              |           | Partido Justicialista                       | 10 de diciembre de 2015 | 10 de diciembre de 2019 |
| 1         | Víctor da Vila         |           | Frente de Izquierda y de los Trabajadores   | 10 de diciembre de 2015 | 10 de diciembre de 2019 |
| 1         | Alejandro Diumenjo     |           | Unión Cívica Radical                        | 1 de mayo de 2018       | 1 de mayo de 2022       |
| 1         | Daniel Galdeano        |           | Partido Intransigente                       | 1 de mayo de 2018       | 1 de mayo de 2022       |
| 1         | Daniela García         |           | Unión Cívica Radical                        | 10 de diciembre de 2015 | 10 de diciembre de 2019 |
| 1         | Juan Carlos Jaliff     |           | Unión Cívica Radical                        | 1 de mayo de 2018       | 1 de mayo de 2022       |
| 1         | Lautaro Jiménez        |           | Partido de los Trabajadores Socialistas     | 1 de mayo de 2018       | 1 de mayo de 2022       |
| 1         | Cecilia Páez           |           | Propuesta Republicana                       | 1 de mayo de 2018       | 19 de noviembre de 2019 |
| 1         | Héctor Quevedo         |           | Unión Cívica Radical                        | 10 de diciembre de 2015 | 10 de diciembre de 2019 |
| 1         | Marcelo Rubio          |           | Unión Cívica Radical                        | 10 de diciembre de 2015 | 10 de diciembre de 2019 |
| 2         | Adolfo Bermejo         |           | Partido Justicialista                       | 1 de mayo de 2018       | 1 de mayo de 2022       |
| 2         | Héctor Bonarrico       |           | MASFE (Movimiento de Acción Social Federal) | 1 de mayo de 2018       | 1 de mayo de 2022       |
| 2         | Juan Gantus            |           | Partido Justicialista                       | 10 de diciembre de 2015 | 10 de diciembre de 2019 |
| 2         | María Fernanda Lacoste |           | Partido Justicialista                       | 10 de diciembre de 2017 | 10 de diciembre de 2019 |
| 2         | José Orts              |           | Unión Cívica Radical                        | 10 de diciembre de 2015 | 10 de diciembre de 2019 |
| 2         | Gustavo Pinto          |           | Unión Cívica Radical                        | 1 de mayo de 2018       | 1 de mayo de 2022       |
| 2         | Marisa Ruggeri         |           | Unión Cívica Radical                        | 10 de diciembre de 2015 | 10 de diciembre de 2019 |
| 2         | Claudia Salas          |           | Unión Cívica Radical                        | 1 de mayo de 2018       | 1 de mayo de 2022       |
| 2         | Ana Sevilla            |           | Partido Justicialista                       | 10 de diciembre de 2015 | 10 de diciembre de 2019 |
| 2         | Natalia Vicencio       |           | Unidad Ciudadana                            | 1 de mayo de 2018       | 1 de mayo de 2022       |
| 3         | Andrea Blandini        |           | Unidad Ciudadana                            | 1 de mayo de 2018       | 1 de mayo de 2022       |
| 3         | Mariana Caroglio       |           | Unión Cívica Radical                        | 10 de diciembre de 2015 | 10 de diciembre de 2019 |
| 3         | Laura Contreras        |           | Unión Cívica Radical                        | 1 de mayo de 2018       | 1 de mayo de 2022       |
| 3         | Diego Costarelli       |           | Unión Cívica Radical                        | 1 de mayo de 2018       | 1 de mayo de 2022       |
| 3         | Patricia Fadel         |           | Partido Justicialista                       | 10 de diciembre de 2015 | 10 de diciembre de 2019 |
| 3         | Ernesto Mancinelli     |           | Libres del Sur                              | 10 de diciembre de 2015 | 10 de diciembre de 2019 |
| 3         | Marcelo Romano         |           | Protectora Fuerza Política                  | 1 de mayo de 2018       | 1 de mayo de 2022       |
| 3         | Jorge Teves            |           | Unión Cívica Radical                        | 10 de diciembre de 2015 | 10 de diciembre de 2019 |
| 4         | Juan Agulles           |           | Partido Justicialista                       | 10 de diciembre de 2015 | 10 de diciembre de 2019 |
| 4         | Samuel Barcudi         |           | Partido Justicialista                       | 1 de mayo de 2018       | 1 de mayo de 2022       |
| 4         | Miguel Bondino         |           | Unión Cívica Radical                        | 10 de diciembre de 2015 | 10 de diciembre de 2019 |
| 4         | Silvina Camiolo        |           | Partido Justicialista                       | 1 de mayo de 2018       | 1 de mayo de 2022       |
| 4         | Lucas Quesada          |           | Unión Cívica Radical                        | 1 de mayo de 2018       | 1 de mayo de 2022       |
| 4         | Adrián Reche           |           | Frente Cambia Mendoza                       | 10 de diciembre de 2015 | 10 de diciembre de 2019 |
| 4         | Gladys Ruiz            |           | Unión Cívica Radical                        | 1 de mayo de 2018       | 1 de mayo de 2022       |
| 4         | Mauricio Sat           |           | Partido Justicialista                       | 10 de diciembre de 2015 | 10 de diciembre de 2019 |